# I liga 1964-1965
L'edizione 1964-65 del Campionato polacco di calcio vide la vittoria finale del Górnik Zabrze.
Capocannoniere del torneo fu Lucjan Brychczy (Legia Varsavia), con 20 reti.

## Classifica finale
|     | Classifica         | G  | V  | N  | P  | GF | GS | Pt |
| --- | ------------------ | -- | -- | -- | -- | -- | -- | -- |
| 1.  | Górnik Zabrze      | 26 | 15 | 7  | 4  | 61 | 35 | 37 |
| 2.  | Szombierki Bytom   | 26 | 14 | 4  | 8  | 53 | 44 | 32 |
| 3.  | Zagłębie Sosnowiec | 26 | 14 | 3  | 9  | 57 | 36 | 31 |
| 4.  | Legia Varsavia     | 26 | 12 | 6  | 8  | 56 | 31 | 30 |
| 5.  | Polonia Bytom      | 26 | 11 | 4  | 11 | 48 | 38 | 26 |
| 6.  | Gwardia Warszawa   | 26 | 9  | 8  | 9  | 31 | 30 | 26 |
| 7.  | Ruch Chorzów       | 26 | 9  | 8  | 9  | 41 | 41 | 26 |
| 8.  | Zawisza Bydgoszcz  | 26 | 9  | 6  | 11 | 34 | 41 | 24 |
| 9.  | ŁKS Łódź           | 26 | 8  | 8  | 10 | 25 | 32 | 24 |
| 10. | Odra Opole         | 26 | 8  | 8  | 10 | 26 | 35 | 24 |
| 11. | Śląsk Wrocław      | 26 | 9  | 6  | 11 | 35 | 46 | 24 |
| 12. | Stal Rzeszów       | 26 | 5  | 13 | 8  | 30 | 35 | 23 |
| 13. | Pogoń Szczecin     | 26 | 9  | 5  | 12 | 31 | 41 | 23 |
| 14. | Unia Racibórz      | 26 | 6  | 2  | 18 | 32 | 75 | 14 |

### Verdetti
- Górnik Zabrze Campione di Polonia 1964-65.
- Pogoń Szczecin e Unia Racibórz retrocesse in II liga polska.